# Episodi di Veep - Vicepresidente incompetente (quinta stagione)
La quinta stagione della serie televisiva Veep - Vicepresidente incompetente, composta da 10 episodi, è stata trasmessa dal 24 aprile al 26 giugno 2016 sul canale via cavo statunitense HBO.
In Italia, la stagione è andata in onda in prima visione sul canale satellitare Sky Atlantic dal 1º giugno al 3 agosto 2016.
| nº | Titolo originale    | Prima TV USA   | Prima TV Italia |
| -- | ------------------- | -------------- | --------------- |
| 1  | Morning After       | 24 aprile 2016 | 1º giugno 2016  |
| 2  | Nev-AD-a            | 1º maggio 2016 | 8 giugno 2016   |
| 3  | The Eagle           | 8 maggio 2016  | 15 giugno 2016  |
| 4  | Mother              | 15 maggio 2016 | 22 giugno 2016  |
| 5  | Thanksgiving        | 22 maggio 2016 | 29 giugno 2016  |
| 6  | C**tgate            | 29 maggio 2016 | 6 luglio 2016   |
| 7  | Congressional Ball  | 5 giugno 2016  | 13 luglio 2016  |
| 8  | Camp David          | 12 giugno 2016 | 20 luglio 2016  |
| 9  | Kissing Your Sister | 19 giugno 2016 | 27 luglio 2016  |
| 10 | Inauguration        | 26 giugno 2016 | 3 agosto 2016   |